# Angela Aycock
Angela Lynnette Aycock (Dallas, 28 febbraio 1973) è un'ex cestista statunitense.

## Carriera
Guardia-ala, ha giocato in Serie A1 e Coppa Ronchetti con Alcamo e in WNBA con Phoenix, Minnesota e Seattle.